# ويلسون دي أوليفيرا
ويلسون دي أوليفيرا (بالبرتغالية: Uilson‏) (28 أبريل 1994 البرازيل - ) هو لاعب كرة قدم برازيلي، يلعب كحارس مرمى، شارك في كرة القدم في الألعاب الأولمبية الصيفية 2016.

## روابط خارجية
- ويلسون دي أوليفيرا على موقع قاعدة بيانات كرة القدم.إي يو (الإنجليزية)
- ويلسون دي أوليفيرا على موقع Soccerway.com (الإنجليزية)
- ويلسون دي أوليفيرا على موقع أوليمبيديا (الإنجليزية)
- ويلسون دي أوليفيرا على موقع اللجنة الأولمبية البرازيلية (البرتغالية)
- ويلسون دي أوليفيرا على موقع AS.com (الإسبانية)